# Kuala Lumpur Challenger
Il Kuala Lumpur Challenger è stato un torneo professionistico di tennis giocato su campi in sintetico indoor. Faceva parte dell'ATP Challenger Series. Si giocava annualmente a Kuala Lumpur in Malaysia.

## Albo d'oro

### Singolare
| Anno       | Campione             | Finalista            | Punteggio            |
| ---------- | -------------------- | -------------------- | -------------------- |
| 1989       | Neil Borwick         | Russell Barlow       | 6–3, 6–4             |
| 1990       | Nduka Odizor         | Sláva Doseděl        | 6–3, 3–6, 6–3        |
| 1991       | Glenn Layendecker    | Neil Borwick         | 6–4, 6–4             |
| 1992       | Sandon Stolle        | Jeremy Bates         | 7–6, 6–4             |
| 1992 (2)   | Chris Wilkinson      | Roger Smith          | 6–3, 6–1             |
| 1993       | Gianluca Pozzi       | Jonas Björkman       | 3–5 ritiro           |
| 1993 (2)   | Alexander Mronz      | Tommy Ho             | 6–1, 6–0             |
| 1994- 2006 | Torneo non disputato | Torneo non disputato | Torneo non disputato |
| 2007       | Rainer Schüttler     | Serhij Stachovs'kyj  | 7–6(2), 6–2          |

### Doppio
| Anno       | Campioni                       | Finalisti                          | Punteggio            |
| ---------- | ------------------------------ | ---------------------------------- | -------------------- |
| 1989       | Zeeshan Ali Steve Guy          | Morten Christensen Peter Flintsø   | 6–4, 6–4             |
| 1990       | Nduka Odizor Paul Wekesa (2)   | Jonathan Canter Bruce Derlin       | 6–3, 6–4             |
| 1991       | Andrew Castle Paul Wekesa (1)  | Ģirts Dzelde James Turner          | 7–6, 6–3             |
| 1992       | Jamie Morgan Sandon Stolle     | Tommy Ho Patrick Rafter            | 6–4, 7–6             |
| 1992 (2)   | Mitch Michulka Mark Petchey    | Owen Casey Donald Johnson          | 7–6, 6–1             |
| 1993       | Joshua Eagle Andrew Florent    | Marius Barnard Joost Winnink       | 6–4, 6–4             |
| 1993 (2)   | Sébastien Lareau Daniel Nestor | David Nainkin Kevin Ullyett        | 6–4, 6–4             |
| 1994- 2006 | Torneo non disputato           | Torneo non disputato               | Torneo non disputato |
| 2007       | Stephen Huss Wesley Moodie     | Rohan Bopanna Aisam-ul-Haq Qureshi | 7–6(10), 6–3         |